# كريفلد

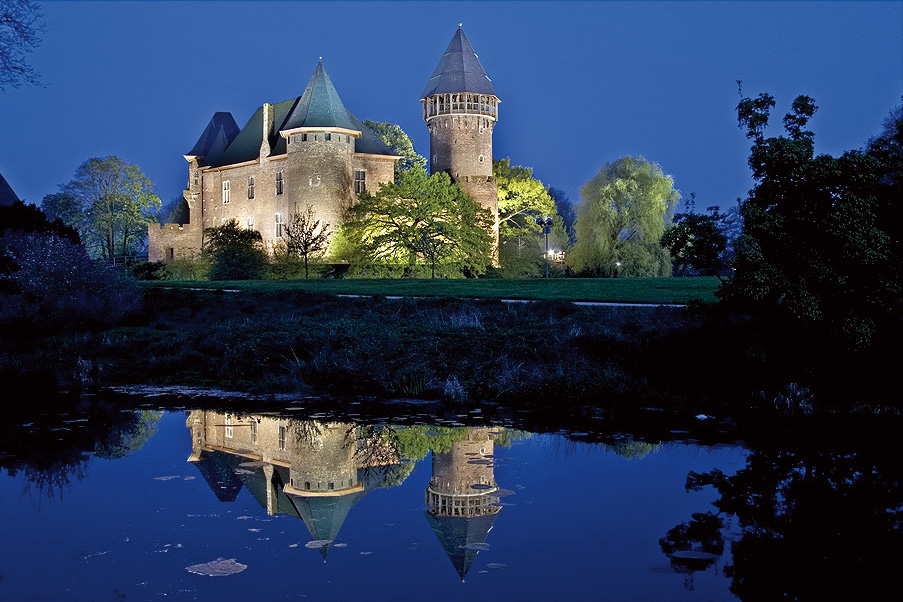
قلعة لين في كرفلد

كريفلد أو كريفلت (Krefeld) هي مدينة ألمانية، تقع في ولاية شمال الراين - وستفاليا غربي البلاد، وعلى ارتفاع 39 متر عن سطح البحر، تبلغ مساحتها 137,68 كيلومتر مربع، ويسكنها 238 ألف و31 نسمة (حسب إحصائيات 30 يونيو 2005).

## توأمة
لكريفلد اتفاقيات توأمة مع كل من:
- قيصرية
- فينلو
- ليستر
- دونكيرك
- لايدن
- Oder-Spree [الإنجليزية]‏
- أوليانوفسك
- تشارلوت

## أعلام
- أوتو بريس
- كريس أوديرا
- رودلف شميت
- كيته سيدل
- جوزيف بويس

## وصلات خارجية
- الموقع الرسمي